# Eugenia Waśniewska
Eugenia Waśniewska z Zawodzińskich (ur. 30 grudnia 1881 w Szczuczynie, zm. we wrześniu 1944 w Warszawie) – działaczka społeczna, polityczna i feministyczna.

## Życiorys

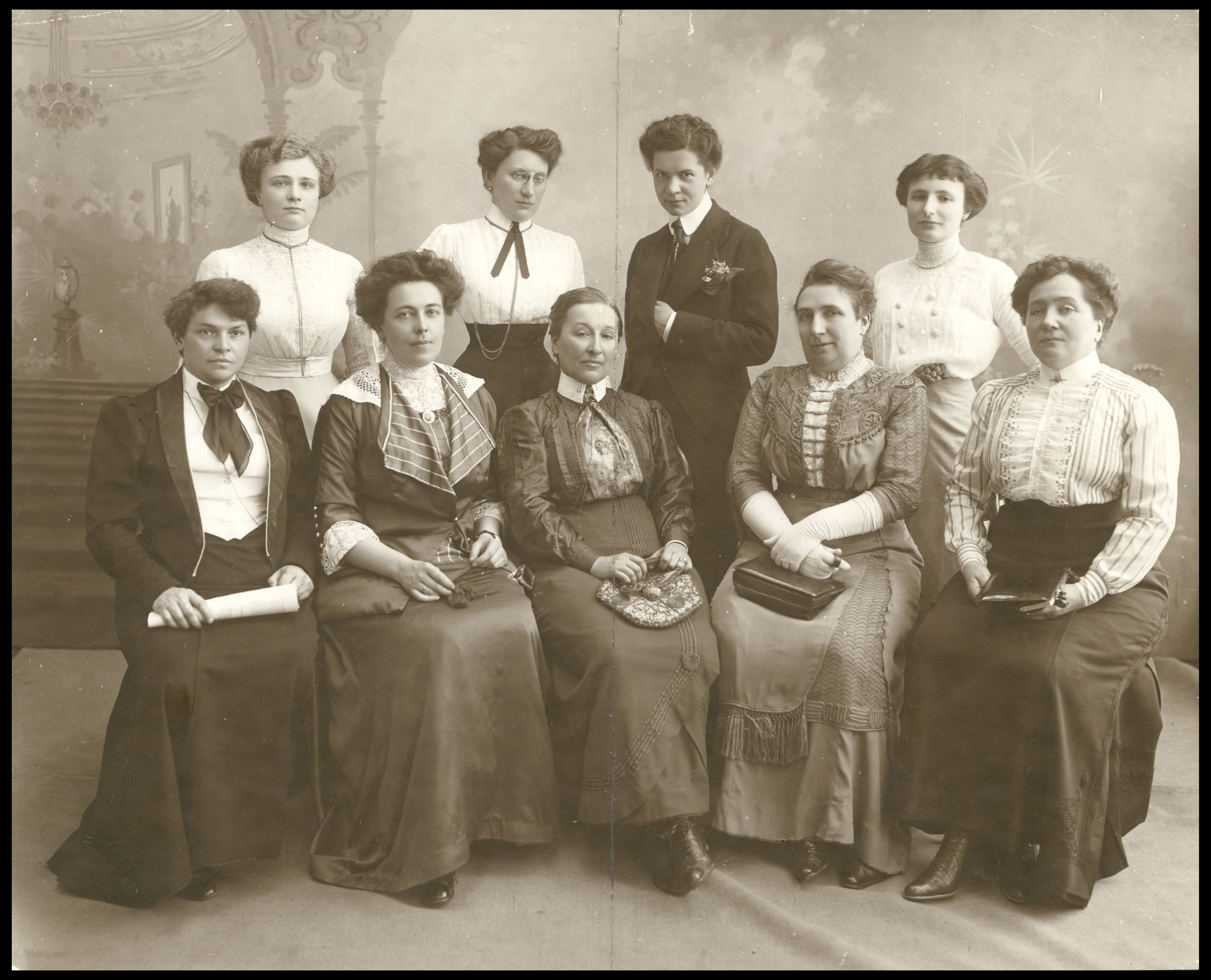
Komitet warszawski wystawy pracy kobiety polskiej w Pradze, 1912. Stoją od lewej: Waśniewska, Wanda Stokowska, Wanda Herse, Zofia Tabęcka. Siedzą od lewej: Justyna Budzińska-Tylicka, Helena Zaborowska, Zofia Stankiewicz, Paulina Dickstein, Maria Papieska.

Urodzona 30 grudnia 1881 w Szczuczynie, córka Zdzisława Zawodzińskiego i Zofii z Pyrowiczów. Ukończyła gimnazjum w Płocku, potem kursy handlowe oraz studia malarskie i prawnicze na Uniwersytecie Latającym w Warszawie. Następnie pracowała jako urzędniczka w firmie księgarskiej, a potem w firmie elektrotechnicznej Tomasza Ruśkiewicza, gdzie była potem kierowniczką działu handlowego firmy. Czynna w tajnym nauczaniu, działała także w bezpłatnych czytelniach Warszawskiego Towarzystwa Dobroczynności. Od 15 lipca 1905 żona Leona Waśniewskiego, późniejszego wojewody. Podczas rewolucji 1905–1907 – udzielała pomocy członkom Organizacji Bojowej PPS. Od 1906 działała w Stowarzyszeniu Kobiet Pracujących w Przemyśle, Handlu i Biurowości, gdzie prowadziła m.in. sekcję samokształcenia. Członkini Biura Prac Społecznych w Warszawie. Od 1910 działaczka Związku Równouprawnienia Kobiet w Warszawie.
Podczas I wojny światowej wiceprzewodnicząca Związku Stowarzyszeń Kobiecych a także przewodniczącą Rady Stowarzyszeń Pracowniczych w Warszawie (1915–1918). W latach 1918–1919 członkini komitetu wykonawczego Centralnego Komitetu Politycznego Równouprawnienia Kobiet.
W niepodległej Polsce pracowała do 1928 jako urzędniczka prywatna, od 1933 w Zakładzie Ubezpieczeń Społecznych. Bezskutecznie ubiegała się o mandat do Sejmu Ustawodawczego z ramienia Republikańskiego Zjednoczonego Komitetu Wyborczego (1919). Była działaczką związkową – prezeską Związku Kobiet Pracujących w Handlu i Biurowości a także od 1915 członkinią Rady Głównej Centralnej Organizacji Związku Zawodowego Pracowników Umysłowych, od 1932 Komitetu Wykonawczego Unii Związków Zawodowych. W 1927 brała udział w Międzynarodowej Konferencji Pracy w Genewie. Wiceprzewodnicząca Klubu Politycznego Kobiet Postępowych (1919–1939), była także członkinią Międzynarodowego Stowarzyszenia Równouprawnienia Kobiet oraz zarządu Towarzystwa Ochrony Kobiet. Po przewrocie majowym opowiedziała się po stronie sanacji, w 1927 weszła w skład Prezydium Demokratycznego Komitetu Wyborczego Kobiet Polskich który wszedł w skład Bezpartyjnego Bloku Współpracy z Rządem. Współzałożycielka a następnie członek władz Związku Pracy Obywatelskiej Kobiet – była m.in. członkinią prezydium Zarządu Głównego ZPOK (1928–1939), współkierowała wraz z Heleną Siemieńską Wydziałem Spraw Kobiecych który miał „prowadzić propagandę feminizmu” (1928–1939) Współpracowała, zamieszczając teksty z dwutygodnikiem ZPOK – „Praca Obywatelska” W latach 1928–1930 była także członkinią Zarządu Głównego Zjednoczenia Pracy Miast i Wsi powstałego z inspiracji Związku Naprawy Rzeczypospolitej. Po rozwiązaniu BBWR i utworzeniu Obozu Zjednoczenia Narodowego z ramienia ZPOK była członkinią Rady Naczelnej OZN (1937–1939).
Z ramienia BBWR – ZPOK była z okręgu Warszawa posłanką na Sejm II kadencji gdzie pracowała w komisji opieki społecznej i inwalidztwa (1928–1930). Powtórnie wybrana z tej samej listy była posłanką na Sejm III kadencji w którym pracowała w komisjach: konstytucyjnej i ochrony pracy.
Zginęła pod gruzami w swoim mieszkaniu na ul. Wilanowskiej 4, podczas powstania warszawskiego w 1944. Na cmentarzu Powązkowskim znajduje się jej symboliczny grób (kwatera 63-2-9).